# موراي ريتشاردز
موراي ريتشاردز (بالإنجليزية: Murray Richards)‏ هو لاعب هوكي الحقل أسترالي، ولد في 6 نوفمبر 1976.